# یانووو (شهرستان گووداپ)
یانووو (به لاتین: Janowo) یک روستا در لهستان است که در گمینا گووداپ واقع شده‌است.